# Basket-ball et patronages
Basket-ball et patronages coexistent en France depuis la fin du XIXe siècle. Le basket-ball introduit en France par la Young Men's Christian Association doit largement sa diffusion et son développement aux patronages catholiques. Jusqu'à l'introduction du professionnalisme, ceux-ci dominent largement le palmarès des championnats de France et aujourd'hui encore une partie des clubs de Pro A sont d'anciens patros. Ils ont aussi fourni au basket national une partie de l'équipe de France et de ses plus grands dirigeants.

## La coupe de France masculine des patronages

### Le basketball et les patronages

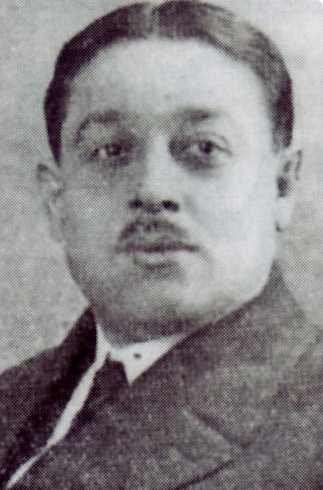
Armand Thibaudeau, secrétaire général de la FGSPF.

Le premier match de basket-ball, introduit en France par la Young Men's Christian Association (YMCA), se joue à Paris rue de Trévise dans les locaux de l'Union chrétienne de jeunes gens (UCJG) le 27 décembre 1893, cinq ans avant que Paul Michaux ne fédère les patronages catholiques parisiens. Ce sport ne s'implante que progressivement dans ce milieu dont le football reste longtemps le jeu sportif électif, vigoureusement défendu dès 1905 par Charles Simon, secrétaire général de la Fédération gymnastique et sportive des patronages de France (FGSPF). Deux ans plus tard, à l'initiative de l'abbé Guèdré, celle-ci prend aussi en compte le basket mieux adapté à l’environnement urbain des cours de presbytères, moins perturbant que le football pour le voisinage immédiat et plus policé : contacts interdits, obligation de lever le bras pour le fautif, etc. Les foyers franco-américains du soldat organisés par l'YMCA en arrière du front dans les cantonnements confortent son expansion chez les poilus de la Grande Guerre.

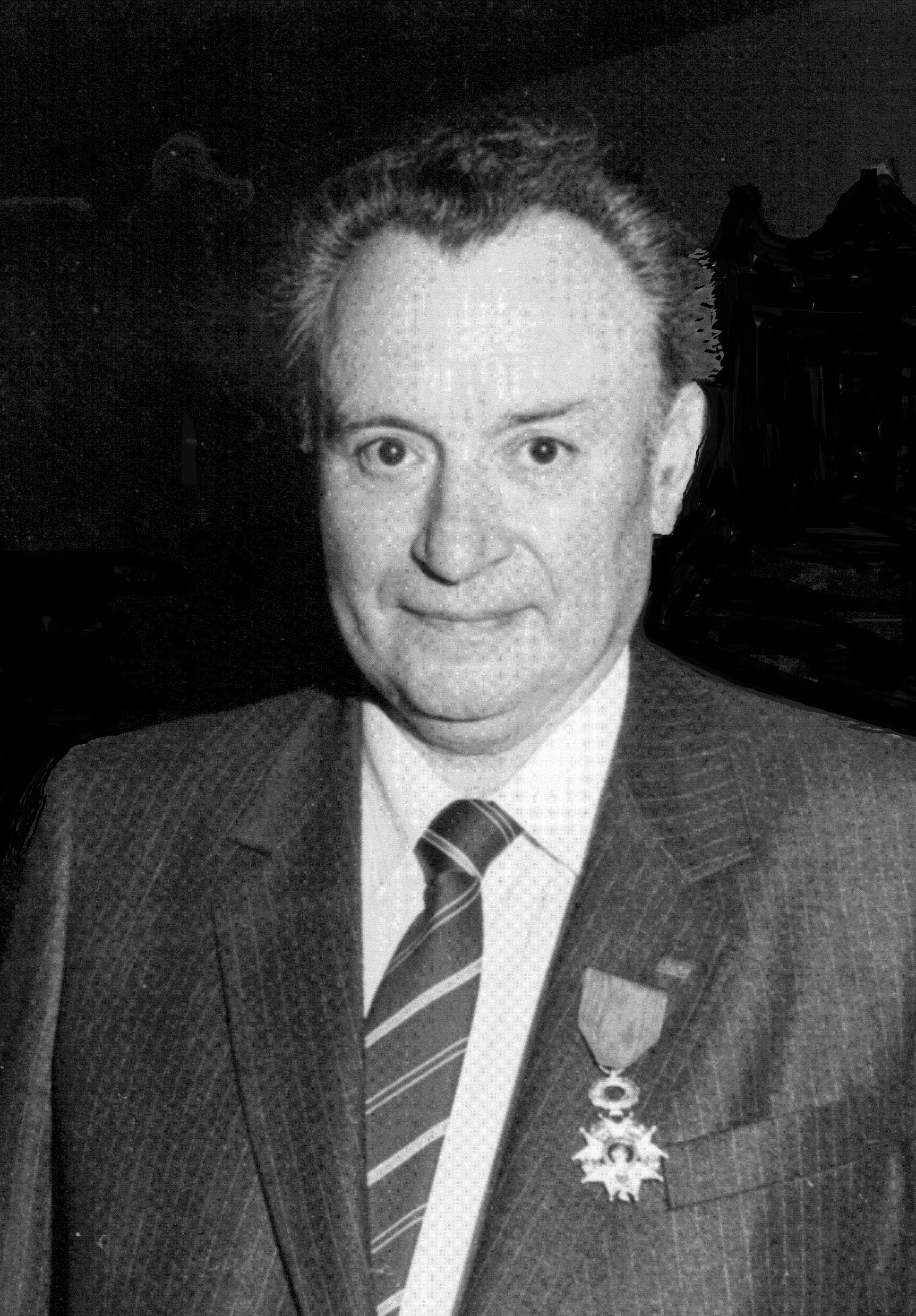
Maître Guy Fournet, président de la FSF et avocat de la FFBB.

L'action de Charles Simon, tombé au champ d'honneur en 1915, débouche après l'armistice sur la création de la Fédération française de football (FFF). Alors que cette victoire morale signe le glas de la suprématie de la FGSPF sur ce sport, celle-ci devient l’élément moteur du développement du basket et son nouveau secrétaire général, Armand Thibaudeau, y investit une grande partie de son énergie. Dans l’ombre de Charles Simon, il s'est d’abord consacré au football dont il a gravi tous les grades d’arbitrage au sein du Comité français interfédéral (CFI) ; c’est ainsi qu’il lui revient d'arbitrer la seconde édition de la finale de la Coupe de France mais, déjà, il s’intéresse également aux premiers pas du basket dont il a bien mesuré tout l’intérêt pour les patronages.
Le recrutement de Jacques Perrier  comme permanent à la FSF après les Jeux de Londres est à porter à son crédit et l'attachement des patronages au basket survit à sa disparition en 1958. Depuis la création d'un poste d'aumônier fédéral par l'épiscopat pour la Fédération sportive de France (FSF) en 1948, trois d'entre eux sont issus du basket : le chanoine Jean Wolff major de l’école de Joinville et capitaine de l'équipe de basket de Championnet Sport, René Dersoir basketteur de l’Avenir de Rennes nommé en 1987 et Bernard Lemoine également de l’Avenir de Rennes qui lui succède en 1993. Maître Guy Fournet, président de la fédération des patronages de 1965 à 1972, est aussi membre du comité directeur de la FFBB et son avocat.

### Palmarès masculin

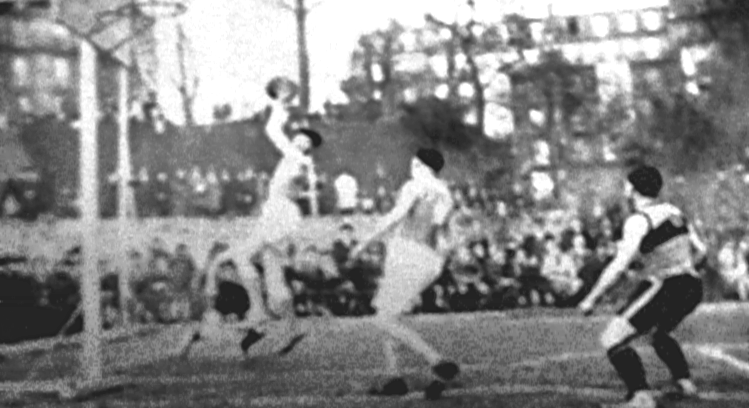
Match de basket masculin en plein air en 1928.

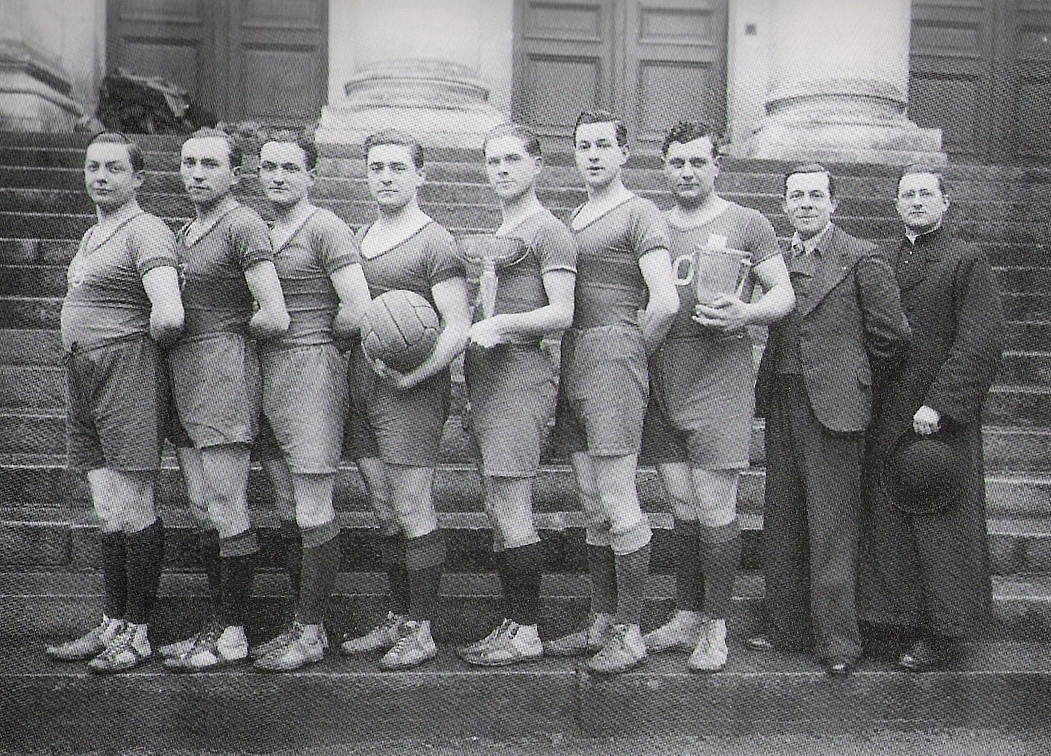
Équipe de basket FGSPF : la Jeune France de Cholet en 1938.

Créée le 10 avril 1921 la coupe fédérale se joue pour la première fois en salle en 1939. En 1990 une rencontre historique regroupe les quatre plus grands patronages au palais omnisports de Paris-Bercy (POPB). La FSCF organise également des coupes pour les minimes, cadets/cadettes et vétérans masculins et féminines.
| Édition             | Vainqueur                                        | Finaliste                             | Score   | Lieu de la compétition   |
| ------------------- | ------------------------------------------------ | ------------------------------------- | ------- | ------------------------ |
| 1921-1922           | Sportive Ivry-Port                               | Légion Saint-Charles Chennevières     | 15-9    | Gentilly                 |
| 1922-1923           | Sportive Ivry-Port                               | ICAM de Lille                         | 28-22   | Roubaix                  |
| 1923-1924           | AS Saint-Hippolyte Paris                         | CS Plaisance                          | 21-14   | Paris (Bon Conseil)      |
| 1924-1925           | CS Plaisance                                     | AS Saint-Hippolyte Paris              | 25-19   | Paris (Arènes de Lutèce) |
| 1925-1926           | AS Bon Conseil Paris                             | AS Saint-Hippolyte Paris              | 28-23   | Paris (Bon Conseil)      |
| 1926-1927           | CS Plaisance                                     | Cercle Saint-Étienne Mulhouse         | 26-14   | Paris (Arènes de Lutèce) |
| 1927-1928           | AS Saint-Hippolyte Paris                         | CS Plaisance                          | 38-29   | Orléans                  |
| 1928-1929           | CS Plaisance                                     | Rhône sportif Lyon                    | 40-19   | Dijon                    |
| 1929-1930           | AS Saint-Hippolyte Paris                         | CS Plaisance                          | 26-24   | Paris (Championnet)      |
| 1930-1931           | AS Saint-Hippolyte Paris                         | AS Bon Conseil                        | 25-12   | Paris (Jean Bouin)       |
| 1931-1932           | AS Saint-Hippolyte Paris                         | JA Charleville                        | 39-34   | Reims                    |
| 1932-1933           | Saint-Charles Alfortville                        | CS Plaisance                          | 37-30   | Paris (Roland-Garros)    |
| 1933-1934           | Saint-Charles Alfortville                        | AS Saint-Hippolyte Paris              | 27-22   | Paris (Championnet)      |
| 1934-1935           | AS Saint-Hippolyte Paris                         | Rhône sportif Lyon                    | 40-25   | Auxerre                  |
| 1935-1936           | JA Charleville                                   | AS Saint-Hippolyte Paris              | 32-28   | Reims                    |
| 1936-1937           | Championnet Sports Paris                         | Saint-Charles Alfortville             | 33-26   | Paris (Championnet)      |
| 1937-1938           | Saint-Charles Alfortville                        | Illkirch-Graffenstaden                | 35-28   | Strasbourg               |
| 1938-1939           | Saint-Charles Alfortville                        | Championnet Sports                    | 38-34   | Paris (Coubertin)        |
| 1939-1940           | Non attribué                                     |                                       |         | Annulé                   |
| 1940-1941           | Non attribué                                     |                                       |         | Annulé                   |
| 1941-1942           | Saint-Charles Alfortville                        | AS Lorraine Nancy                     | 49-28   | Paris                    |
| 1942-1943           | Saint-Charles Alfortville                        | AS Lorraine Nancy                     | 29-21   | Châlons-sur-Marne        |
| 1943-1944           | Saint-Charles Alfortville                        | AS Saint-Rogatien de Nantes           | 35-25   | Paris (Championnet)      |
| 1944-1945           | Éveil Sainte-Marie de la Guillotière Lyon        | Championnet-Sport                     |         |                          |
| 1945-1946           | Éveil Sainte-Marie de La Guillotière             | Jeanne d'Arc de Ménilmontant          | 39-24   | Paris                    |
| 1946-1947           | Éveil Sainte-Marie de La Guillotière             | Jeanne d'Arc de Ménilmontant          | 28-24   | Alès                     |
| 1947-1948           | Championnet Sports Paris                         | Cadets Saint-Étienne Toulouse         | 41-33   | Angers                   |
| 1948-1949           | Association sportive Villeurbanne Éveil Lyonnais | Championnet Sport                     | 40-28   | La Roche-sur-Yon         |
| 1949-1950           | Association sportive Villeurbanne Éveil Lyonnais | Hirondelles des Coutures              | 38-21   | Alès                     |
| 1950-1951           | Championnet Sports Paris                         | CEP Lorient                           | 46-30   | Fougères                 |
| 1951-1952           | Association sportive Villeurbanne Éveil Lyonnais | Championnet Sport                     | 59-45   | Lyon                     |
| 1952-1953           | Association sportive Villeurbanne Éveil Lyonnais | La Martiale Limoges                   | 72-31   | Limoges                  |
| 1953-1954           | Association sportive Villeurbanne Éveil Lyonnais | CEP Lorient                           | 66-50   | Angers                   |
| 1954-1955           | Association sportive Villeurbanne Éveil Lyonnais | Saint-Thomas d'Aquin Le Havre         | 47-44   | Chartres                 |
| 1955-1956           | Association sportive Villeurbanne Éveil Lyonnais | Saint-Thomas d'Aquin Le Havre         | 69-57   | Le Havre                 |
| 1956-1957           | Association sportive Villeurbanne Éveil Lyonnais | Saint-Thomas d'Aquin Le Havre         | 61-54   | Chartres                 |
| 1957-1958           | CO Briochin Saint-Brieuc                         | Saint-Thomas d'Aquin Le Havre         | 69-62   | Saint-Brieuc             |
| 1958-1959           | Association sportive Villeurbanne Éveil Lyonnais | Alsace de Bagnolet                    | 75-71   | Villeurbanne             |
| 1959-1960           | Alsace de Bagnolet                               | Saint-Charles d'Alfortville           | 67-65   | Paris                    |
| 1960-1961           | Alsace de Bagnolet                               | Saint-Charles d'Alfortville           | 100-65  | Bagnolet                 |
| 1961-1962           | Alsace de Bagnolet                               | Jeunes de Saint-Augustin Bordeaux     | 83-59   | Bordeaux                 |
| 1962-1963           | Alsace de Bagnolet                               | La Vendéenne La Roche-sur-Yon         | 108-86  | La Roche-sur-Yon         |
| 1963-1964           | Alsace de Bagnolet                               | La Sportive Illkirsch-Graffenstaden   | 76-75   | Dreux                    |
| 1964-1965           | Alsace de Bagnolet                               | Jeanne d'Arc Vichy                    | 74-67   | Paris                    |
| 1965-1966           | Alsace de Bagnolet                               | CES Tours                             | 72-60   | Vitré                    |
| 1966-1967           | Alsace de Bagnolet                               | Les Jeunes de Saint-Augustin Bordeaux | 83-59   | Poitiers                 |
| 1967-1968           | Alsace de Bagnolet                               | Union sportive des bleuets Agen       | 89-66   | Agen                     |
| 1968-1969           | Alsace de Bagnolet                               | Saint-Charles Charenton               | 116-58  | Charenton                |
| 1969-1970           | Alsace de Bagnolet                               | Avenir de Rennes                      | 103-84  | Rennes                   |
| 1970-1971           | Étoile sportive du marais Challans               | Saint-Charles Charenton               | 92-46   |                          |
| 1971-1972           | Élan béarnais Pau-Orthez                         | Jeune-France de Cholet                | 83-66   | Tours                    |
| 1972-1973           | Élan béarnais Pau-Orthez                         | Jeune-France de Cholet                | 101-92  | Cognac                   |
| 1973-1974           | Jeunes de Saint-Augustin de Bordeaux             | Saint-Charles Charenton               | 127-88  | Paris                    |
| 1974-1975           | Élan béarnais Pau-Orthez                         | Jeune-France de Cholet                | 81-74   | Vierzon                  |
| 1975-1976           | Saint-Charles Charenton                          | Avant-Garde Saint-Denis               | 94-90   | Tourcoing                |
| 1976-1977           | Saint-Charles Charenton                          | Cercle omnisports Metz                | 100-84  | Paris                    |
| 1977-1978           | Saint-Charles Charenton                          | Jeune garde Tourcoing                 | 146-118 | Charenton                |
| 1978-1979           | Saint-Charles Charenton                          | Sports réunis Gerwiller               | 127-88  | Paris                    |
| 1979-1980           | Avenir de Rennes                                 | Avant-Garde Saint-Denis               | 95-80   | Saint-Denis              |
| 1980-1981           | Le Drapeau Fougères                              | Saint-Charles Charenton               | 75-71   | Paris                    |
| 1981-1982           | Hermine de Nantes                                | CEP Lorient                           | 73-71   | Lorient                  |
| 1982-1983           | Non attribué                                     |                                       |         |                          |
| 1983-1984           | Non attribué                                     |                                       |         |                          |
| 1984-1985           | Jeanne d'Arc Oloron                              | Saint-Thomas d'Aquin Le Havre         | 93-79   | Le Mans                  |
| 1985-1986           | CEP Poitiers                                     |                                       |         |                          |
| 1986-1987           | Jeanne d'Arc Oloron                              | Avenir Saint-Pavin Le Mans            | 81-73   | Saint-Étienne            |
| 1987-1988           | Jeanne d'Arc Oloron                              | US Bures-sur-Yvette                   | 94-85   | Obernai                  |
| 1988-1989           | ASC Avon                                         | Bayard Argentan                       | 88-80   | Angers                   |
| 1989-1990           | Bayard Argentan                                  | Ménilmontant patro-sports Paris       | 81-73   | Wambrechies              |
| 1990-1991           | Ménilmontant patro-sports Paris                  | ASC Avon                              | 85-64   | Argentan                 |
| 1991-1992           | Saint-Thomas d'Aquin du Havre                    | Heimersdorf                           | 81-74   | Hindisheim               |
| 1992-1993           | Saint-Thomas d'Aquin du Havre                    | C.A. Rosheim                          | 93-89   | Châlons-sur-Marne        |
| 1993-1994           | C.A. Rosheim                                     | Saint-Pavin Le Mans                   | 93-80   | Biarritz                 |
| 1994-1995           | Jeanne d'Arc Asnières                            | C.A. Rosheim                          | 59-54   | Noyal-Muzillac.          |
| 1995-1996           | Ménilmontant patro-sports Paris                  | Jeanne d'Arc Asnières                 |         | Morschwiller-le-bas      |
| 1996-1997           | Heimersdorf                                      | Bayard Argentan                       | [ N 3 ] |                          |
| 1997-1998           | Bayard Argentan                                  | Heimersdorf                           | 97-92   | Argenteuil               |
| 1998-1999           | Bayard Argentan                                  | Heimersdorf                           | 78-77   |                          |
| 1999-2000           | Bayard Argentan                                  | Saint-Pavin Le Mans                   | 63-59   |                          |
| 2000-2001           | ESC Argenteuil                                   | Bayard Argentan                       | [ N 3 ] | Guidel                   |
| 2001-2002           | Alsace de Bagnolet                               | Bayard Argentan                       | [ N 3 ] | Saint-Étienne            |
| 2002-2003           | Ammerschwihr                                     | Saint-Pavin Le Mans                   | [ N 3 ] | Ammerschwihr             |
| 2003-2004           | Ammerschwihr                                     | Alsace de Bagnolet                    | [ N 3 ] |                          |
| [Alsace de Bagnolet | Ammerschwihr                                     | [ N 3 ]                               | Blois   |                          |
| 2005-2006           | Alsace de Bagnolet                               | Jeanne d'Arc Asnières                 | [ N 3 ] | Pleucadeuc               |
| 2006-2007           | Alsace de Bagnolet                               | Jeanne d'Arc Asnières                 | [ N 3 ] | Argentan                 |
| 2007-2008           | Alsace de Bagnolet                               | Jeanne d'Arc Asnières                 | [ N 3 ] | Bagnolet                 |
| 2008-2009           | Lesquin                                          | Guidel                                | [ N 3 ] | Guidel                   |
| 2009-2010           | Alsace de Bagnolet 1                             | Alsace de Bagnolet 2                  | 31-25   | Lourdes                  |
| 2010-2011           | C.A. Obernai                                     | Alsace de Bagnolet                    | 44-39   | Obernai                  |
| 2011-2012           | Alsace de Bagnolet                               | N.B.A. Bordeaux, Bayard d'Argentan    | [ N 3 ] | Bischwiller              |
| 2012-2013           | J.A. Pleucadeuc                                  |                                       |         | Vitré                    |
| 2013-2014           | Picardie 1                                       | Union Saint-Bruno (Bordeaux)          |         | Quimper                  |
| 2014-2015           | Saint-Dizier                                     | Union Saint-Bruno (Bordeaux)          | [ N 4 ] | Bischwiller              |
| 2015-2016           | Saint-Dizier                                     | Montmorot                             | [ N 3 ] | Montmorot                |
| 2016-2017           | Saint-Dizier                                     | OTO Picardie                          | [ N 3 ] | Saint-Dizier             |
| 2017-2018           | OTO Picardie                                     | Union Saint-Bruno (Bordeaux)          | [ N 3 ] | Bagnolet                 |
| 2018-2019           | Union Saint-Bruno (Bordeaux)                     | Bayard d'Argentan                     | [ N 3 ] | Argentan                 |
| 2019-2020           | Néant                                            | Néant                                 | Néant   | Annulé                   |
| 2020-2021           | Néant                                            | Néant                                 | Néant   | Annulé                   |

### Un cas particulier: l'ASVEL
A la Libération la FSF compte au moins deux patronages bien décidés à s’investir dans le basket. A Paris, Championnet-Sports qui, à peine sorti d’une glorieuse épopée dans la Résistance, remporte le titre national FFBB dès 1945 et à Lyon l'Éveil Lyonnais qui, bénéficiant du  solide soutien financier d’un industriel local, Monsieur Barbier, la bat la même année en championnat fédéral affinitaire et récidive les deux années suivantes. Battue en 1948 par son adversaire historique, l’Éveil fusionne avec l'Association sportive de Villeurbanne affiliée à la Fédération sportive et gymnique du travail (FSGT) pour fonder l'ASVEL auquel Monsieur Barbier maintient son mécénat.
Dès l'année suivante, l'ASVEL reprend le titre FSF et le garde de 1949 à 1959 (sauf 1951 et 1958) remportant également la même année le titre national FFBB qu'elle confirme 6 fois sur la même période. La fête n'est cependant pas totale car le 11 juin 1949, elle tombe face aux Spartiates d'Oran, un autre patronage de la FSF, pour le titre de Champion de la communauté française. En 1959  à la demande de la municipalité de Villeurbanne, elle quitte la FSF où elle laisse le champ libre à l'Alsace de Bagnolet de 1960 à 1970. Après cette rupture, l'ASVEL ne renoue avec le titre national de la FFBB qu'en 1964. Elle le remporte alors encore 11 fois : 1964, 1966, 1968, 1969, 1971, 1972, 1975, 1977, 1981, 2002, 2009, série en cours.

## La Coupe de France féminine des patronages

### Le Rayon sportif et le basket féminin
Dès 1919, le sport catholique féminin commence à se structurer au sein du Rayon sportif féminin (RSF) sous la direction technique de Félix Mathey et de son frère Arsène, héros de la récente guerre, qui placent immédiatement l'athlétisme et le basket parmi les pratiques majeures de cette nouvelle fédération. Présent au sein du comité directeur où il représente la FGSPF, Armand Thibaudeau contribue largement à faire du basket une des deux activités principales de cette organisation, aux côtés de la gymnastique. Le Championnat de France féminin apparait en 1921, en même temps que chez les masculins à la FGSPF. Le basket féminin connaît également un très fort développement régional : dès 1937, le championnat parisien regroupe 40 équipes. Les palmarès du RSF pour la période 1922 à 1945 sont introuvables en 2013.

### Palmarès féminin
Après la fusion du RSF et de la FGSPF au sein de la FSF, le championnat fédéral regroupe 58 équipes en 1947-1948 et 18 de plus la saison suivante. La fusion au niveau fédéral implique souvent celle des clubs au niveau local et on retrouve souvent au palmarès les clubs qui brillent également au niveau masculin. Depuis le début du XXIe siècle la FSCF éprouve de plus en plus de difficultés à organiser les finales en catégorie nationale senior.

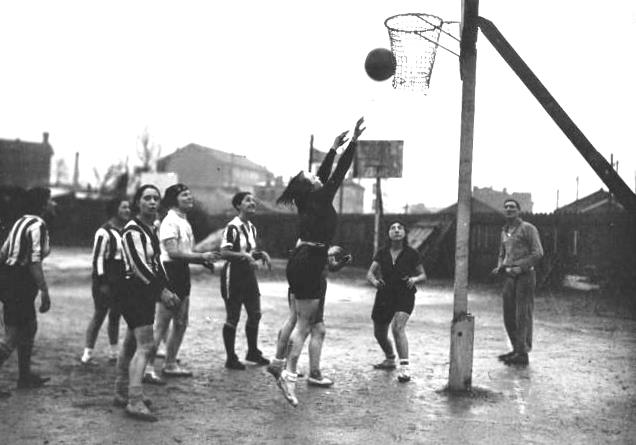
Match de basket féminin en plein air vers 1920.

| Édition   | Vainqueur                       | Finaliste                                | Score   | Lieu de la compétition  |
| --------- | ------------------------------- | ---------------------------------------- | ------- | ----------------------- |
| 1945-1946 | Jeune France Laval              | Championnet Sports Paris                 | 22-12   | Paris                   |
| 1946-1947 | ASAN Le Havre                   | Jeune France Laval                       | 16-9    | Blois                   |
| 1947-1948 | Étoile sportive de Livry-Gargan | Jeune France Laval                       | 24-15   | Livry-Gargan            |
| 1948-1949 | Les Bleuettes Bar-le-duc        | ASAN Le Havre                            | 28-22   | Charenton               |
| 1949-1950 | Les Bleuettes Bar-le-duc        | ASAN Le Havre                            | 42-28   | Charenton               |
| 1950-1951 | JOR Reims                       | Les Bleuettes Bar-le-duc                 | 38-24   | Charenton               |
| 1951-1952 | Les Bleuettes Bar-le-duc        | JOR Reims                                | 42-38   |                         |
| 1952-1953 | ASAN Le Havre                   | USB Pau                                  | 79-44   |                         |
| 1953-1954 | USB Pau                         | Tourcoing Sports                         | 54-42   |                         |
| 1954-1955 | ASAN Le Havre                   | USB Pau                                  | 66-42   |                         |
| 1955-1956 | ASAN Le Havre                   | AS Ponts et Chaussées Rouen              | 71-48   |                         |
| 1956-1957 | ASAN Le Havre                   | Rhône sportif Lyon                       | 61-54   | Chartres                |
| 1957-1958 | CO Briochin Saint-Brieuc        | Rhône sportif Lyon                       | 58-45   | Lyon                    |
| 1958-1959 | Non attribué                    |                                          |         |                         |
| 1959-1960 | Les Gars Morlaix                | CES Tours                                | 39-35   | Rennes                  |
| 1960-1961 | CES Tours                       | SPO Rouen                                | 44-28   | Paris                   |
| 1961-1962 | CES Tours                       | Arago Orléans                            | 37-29   | Tours                   |
| 1962-1963 | CES Tours                       | CEP Lorient                              | 39-32   | Vitré                   |
| 1963-1964 | Lutèce Olympique Paris          | Espoir du Guiers Entre-deux-Guiers       | 48-26   | Paris                   |
| 1964-1965 | Lutèce Olympique Paris          | Entente sportive versaillaise Versailles | 38-26   | Paris                   |
| 1965-1966 | Alsace de Bagnolet              | CEP Lorient                              | 40-23   | Paris                   |
| 1966-1967 | Lutèce Olympique Paris          | CEP Lorient                              | 38-27   | Tours                   |
| 1967-1968 | Alsace de Bagnolet              | Lutèce Olympique Paris                   | 35-32   | Rouen                   |
| 1968-1969 | Étoile de Montaud Saint-Étienne | Alsace de Bagnolet                       | 38-33   | Tours                   |
| 1969-1970 | Alsace de Bagnolet              | CES Tours                                | 45-38   | Paris                   |
| 1970-1971 | CES Tours                       | Jeunes de Saint-Augustin Bordeaux        | 36-32   | Bagnolet                |
| 1971-1972 | Alsace de Bagnolet              | Étoile de Montaud Saint-Étienne          | 56-42   | Saint-Étienne           |
| 1972-1973 | SPO Rouen                       | Alsace de Bagnolet                       | 44-36   | Paris                   |
| 1973-1974 | SPO Rouen                       | Étoile de Montaud Saint-Étienne          | 47-40   | Paris                   |
| 1974-1975 | CES Tours                       | SPO Rouen                                | 56-52   | Tours                   |
| 1975-1976 | Cavigal Nice                    | Jeune-France de Cholet                   | 84-59   | Rouen                   |
| 1976-1977 | SPO Rouen                       | Cavigal Nice                             | 74-61   | Nice                    |
| 1977-1978 | Cavigal Nice                    | Jeunes de Saint-Augustin Bordeaux        | 77-62   | Charenton               |
| 1978-1979 | SPO Rouen                       | AB Saint-Trophime Eschau                 | 74-62   | Saint-Étienne           |
| 1979-1980 | SPO Rouen                       | AB Saint-Trophime Eschau                 | 89-72   | Rouen                   |
| 1980-1981 | SPO Rouen                       | Cavigal Nice                             | 62-53   | Saint-Jean-de-la-Ruelle |
| 1981-1982 | Cavigal Nice                    | SPO Rouen                                | 80-69   | Tourcoing               |
| 1982-1983 | Cavigal Nice                    | CES Tours                                |         | Saint-Herblain          |
| 1983-1984 | CO Haguenau                     | CES Tours                                | 72-65   | Le Havre                |
| 1984-1985 | Étoile sportive Charlieu        | Association Bourbaki Pau                 | 53-48   | Le Mans                 |
| 1985-1986 | Non attribué                    |                                          |         |                         |
| 1986-1987 | Saint-Léonard Angers            | Geispolsheim                             | 68-52   | Saint-Étienne           |
| 1987-1988 | Saint-Léonard Angers            | Rosheim                                  | 68-63   | Obernai                 |
| 1988-1989 | CA Obernai                      | Géraldienne Aurillac                     | 88-80   | Angers                  |
| 1989-1990 | AS Tarare                       |                                          |         | Wambrechies             |
| 1990-1991 | Saint-Romain Le Puy             | Ménilmontant patro-sport Paris           | 69-63   | Argentan                |
| 1991-1992 | Saint-Pavin Le Mans             | CA Obernai                               | 69-64   | Hindisheim              |
| 1992-1993 | Jeanne d'Arc Biarritz           | Guidel                                   | 81-62   | Châlons-sur-Marne       |
| 1993-1994 | CA Obernai                      | Guidel                                   | 46-44   | Biarritz                |
| 1994-1995 | Avenir Saint-Pavin Le Mans      | CA Obernai                               | 61-60   | Noyal-Muzillac          |
| 1995-1996 |                                 |                                          |         | Morschwiller            |
| 1996-1997 | Colmar                          | Biarritz                                 | [ N 3 ] |                         |
| 1997-1998 | Guidel                          | Saint-Jacut                              | [ N 3 ] | Argenteuil              |
| 1998-1999 | Lutèce Olympique Paris          | AS Saint-Romain Le Puy                   | 46-43   |                         |
| 1999-2000 | CA Obernai                      | Lutèce Olympique Paris                   | 69-53   | Tréhillac-Le-Mans       |
| 2001-2002 | Laval                           | Ammerschwihr                             | [ N 3 ] | Guidel                  |
| 2002-2003 | Ruffiac                         | Lutèce Olympique Paris                   | [ N 3 ] | Laval                   |
| 2003-2004 | Drusenheim                      | Ruffiac                                  | [ N 3 ] | Ammerschwihr            |
| 2004-2005 | [ N 6 ]                         |                                          |         | Blois                   |
| 2005-2006 | CSU Morschwiller                | Ruffiac                                  | [ N 3 ] | Pleucadeuc              |
| 2006-2007 | Spechbach                       | Guidel                                   | [ N 3 ] | Argentan                |
| 2007-2008 | NBA Bordeaux                    | Guidel                                   | [ N 3 ] | Bagnolet                |
| 2008-2009 | NBA Bordeaux                    | Guidel                                   | [ N 3 ] | Guidel                  |
| 2009-2010 | Lourdes                         | Alsace de Bagnolet                       | 45-27   | Lourdes                 |
| 2010-2011 | [ N 6 ]                         |                                          |         | Obernai                 |
| 2011-2012 | [ N 6 ]                         |                                          |         | Bischwiller             |
| 2012-2013 | [ N 6 ]                         |                                          |         | Vitré                   |
| 2013-2014 | NBA Bordeaux                    | Bischwiller                              |         | Bordeaux                |
| 2014-2015 | Picardie                        | Le Cergne                                | [ N 4 ] | Bischwiller             |
| 2015-2016 | Picardie 2                      | Chabons 1                                | 32-19   | Montmorot               |
| 2016-2017 | Montmorot                       | OTO Picardie                             | [ N 3 ] | Saint-Dizier            |
| 2017-2018 | Montmorot                       | OTO Picardie                             | [ N 3 ] | Bagnolet                |
| 2018-2019 | Montmorot                       | Comité départemental du Morbihan         |         | Argentan                |
| 2019-2020 | Néant                           | Néant                                    | Néant   | Annulé                  |

## Les patronages et le championnat de France de basketFFBB
Jusqu’en 1930 le championnat de France se termine par un tournoi final à 4 équipes où les patronages sont toujours bien représentés sans jamais accéder au titre. Ainsi en 1925, le Foyer alsacien Mulhouse (FAM) gagne devant 2 d’entre eux, Saint Hippolyte 2e et l'AS Bon Conseil 3e ; en 1926, il bat encore Saint-Hippolyte (39-37 après prolongations) et le CS Plaisance est 3e ; en 1929 c'est le CS Plaisance qui est second et en 1930, trois patronages sont en finale : l'AS Bon conseil, Saint Hippolyte et le CS Plaisance second toujours derrière le FAM qui remporte encore l'année suivante son 7e et dernier titre toujours devant le CS Plaisance.
En 1932 le premier club affilié à la FFBB est un patronage, la Saint-Thomas d'Aquin du Havre et les patronages s'illustrent surtout en seconde division (Honneur) avec la Saint-Charles Alfortville (1932), le CS Plaisance (1934) et Championnet Sports (1937).
C'est surtout après la guerre 1939-1945 que les patronages démontrent la qualité de leur basket. Championnet Sports remporte le premier titre en 1945 et fournit en 1948 une partie de l'équipe qui remporte la médaille d'argent aux Jeux olympiques de Londres mais il doit se contenter de la seconde place en 1946, battu par un patronage de Lyon, l'Éveil sportif Sainte-Marie de La Guillotière de Lyon qui donne naissance à l'ASVEL Lyon-Villeurbanne (ASVEL) en 1948. Ce nouveau club est immédiatement champion de France et reste en tête du bilan des titres remportés avec 17 victoires dont 6 alors qu’il était encore affilié à la Fédération sportive de France (FSF) : 1949, 1950, 1952, 1955, 1956 et 1957.

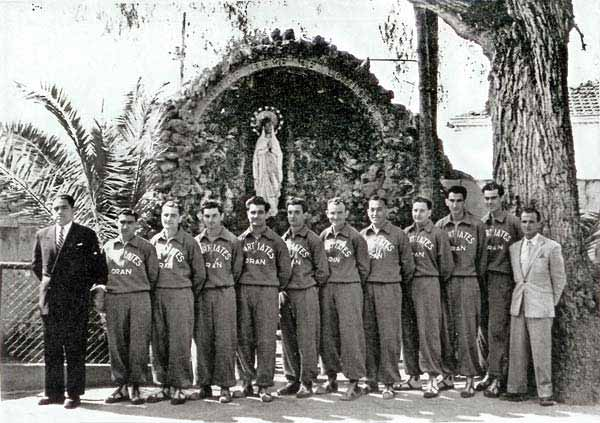
Les Spartiates d'Oran (1949).

Viennent ensuite avec 9 titres : le Cercle Saint-Pierre de Limoges (CSP Limoges) (1983, 1984, 1985, 1988, 1989, 1990, 1993, 1994 et 2000) et l'Élan béarnais Pau-Lacq-Orthez (ÉBPLO) (1986, 1987, 1992, 1996, 1998, 1999, 2001, 2003 et 2004).
Deux patronages ont réalisé un triplé : le CSP Limoges de 1983 à 1985 et de 1988 à 1990 et l'ASVEL (sous affiliation FSF) de 1955 à 1957.
Trois ont réalisé un doublé : l'ÉBPLO à trois reprises (en 1986-1987, 1998-1999 et 2003-2004), l'ASVEL (en 1949-1950) et l'Alsace de Bagnolet (en 1961-1962).
L'action de la FSF ne se limite pas à la métropole : jusqu'à l'indépendance ses patronages s'illustrent aussi dans toute l'Afrique du Nord française. Le 11 juin 1949, lors de la rencontre annuelle entre les champions de France et ceux d’Afrique du Nord, les Spartiates d'Oran sont sacrés champions de l’Union française, après avoir dominé l’ASVEL championne de France 1949 en titre.
Avec l'arrivée du professionnalisme beaucoup de patronages renoncent à leur équipe-fanion à l'instar la Jeune-France de Cholet qui donne naissance en 1975 à Cholet Basket champion de France 2010. Cependant à la fin du XXe siècle plus de la moitié des clubs de Pro A sont encore d'anciens patronages : SIG Strasbourg (SIG), la Jeanne d'Arc de Dijon, la Jeanne d'Arc de Vichy, le CSP Limoges, l'ÉBPLO, la Saint-Thomas d'Aquin du Havre et l'ASVEL.

## Les grands noms du basket issus des patronages

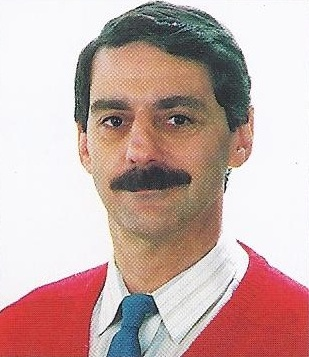
Jean-Marie Jouaret, capitaine de l'équipe de France de basket-ball et directeur des services de la FSCF.

Il serait fastidieux d'énumérer tous les internationaux français issus des patronages ; parmi eux :
- André Buffière, gloire du sport, de l'Éveil lyonnais, sélectionneur-entraîneur de l'équipe de France de 1957 à 1964[J2 6] ;
- Pierre Dao de la Jeanne d'Arc du Cergne, entraîneur du Patronage Saint-Joseph-C.E.P. Poitiers puis du CSP Limoges et de l'équipe de France de 1975 à 1983[J2 6] avant d'être nommé Directeur technique national de 1986 à 1993 ;
- Jean-Paul Beugnot des Pierrots de Strasbourg, puis des Bleus de Bar, de l'Étoile de Charleville-Mézières et de l'Espérance de Châlons-en-Champagne[J 10], son 4e patronage où il finit sa carrière avant de devenir vice-président de la Fédération française de basket-ball (FFBB) ;
- Maxime Dorigo de la Jeanne d'Arc de Charonne puis de l'Alsace de Bagnolet où il fait carrière ; élu dans le cinq majeur des championnats du monde en 1963 au Brésil.

Les deux derniers cités ont été sacrés Gloires du sport. D'autres se sont particulièrement consacrés au basket à la FSF puis à la FSCF : 
- Jacques Perrier des Hirondelles des Coutures[J2 3] ;
- Maurice Girardot[J2 7], Maurice Desaymonet et André Barrais, inventeur du mini-basket[J2 8], tous les trois de Championnet-Sports ;
- Jérôme Christ, toujours attaché à  Strasbourg Illkirch-Graffenstaden Basket et à l'Avant-garde du Rhin (AGR) ;
- Jean-Marie Jouaret de l'Étoile amolloise d'Amou puis de l' Alsace de Bagnolet, capitaine de l'équipe de France, qui a consacré sa vie professionnelle à l'administration de la FSCF.

### Lien
http://www.fscf.asso.fr/commission-technique-nationale-basket-ball